# 나카무라 루리아
나카무라 루리아(仲村 瑠璃亜, 1990년 9월 8일)는 일본의 배우이다.

## 출연작

### TV 드라마
- 금요일 엔터테인먼트 형사조사관

### 영화
- 투광의 나무 (2004년)